# Episodi di Death Valley Days (ottava stagione)
L'ottava stagione della serie televisiva Death Valley Days è stata trasmessa in anteprima negli Stati Uniti d'America in syndication tra il 1º ottobre 1959 e il 15 ottobre 1959.
| nº | Titolo originale             | Titolo italiano | Prima TV USA     | Prima TV Italia |
| -- | ---------------------------- | --------------- | ---------------- | --------------- |
| 1  | Olvera                       |                 | 1º ottobre 1959  |                 |
| 2  | "Gates Ajar" Morgan          |                 | 15 ottobre 1959  |                 |
| 3  | Sam Kee and Uncle Sam        |                 | 27 ottobre 1959  |                 |
| 4  | The Grand Duke               |                 | 3 novembre 1959  |                 |
| 5  | Fair Exchange                |                 | 13 novembre 1959 |                 |
| 6  | The Scalpel and the Gun      |                 | 17 novembre 1959 |                 |
| 7  | Indian Emily                 |                 | 26 novembre 1959 |                 |
| 8  | Hang 'Em High                |                 | 26 novembre 1959 |                 |
| 9  | Tribal Justice               |                 | 10 dicembre 1959 |                 |
| 10 | The Little Trooper           |                 | 10 dicembre 1959 |                 |
| 11 | Ten Feet of Nothing          |                 | 24 dicembre 1959 |                 |
| 12 | Lady of the Press            |                 | 24 dicembre 1959 |                 |
| 13 | The Reluctant Gun            |                 | 26 dicembre 1959 |                 |
| 14 | His Brother's Keeper         |                 | 9 gennaio 1960   |                 |
| 15 | The Devil's Due              |                 | 21 gennaio 1960  |                 |
| 16 | Money to Burn                |                 | 22 gennaio 1960  |                 |
| 17 | Dogs of the Mist             |                 | 6 febbraio 1960  |                 |
| 18 | A Wedding Dress              |                 | 13 febbraio 1960 |                 |
| 19 | Shadows on the Window        |                 | 18 febbraio 1960 |                 |
| 20 | The Battle of Mokelumne Hill |                 | 19 febbraio 1960 |                 |
| 21 | The Strangers                |                 | 3 marzo 1960     |                 |
| 22 | Goodbye Five Hundred Pesos   |                 | 3 marzo 1960     |                 |
| 23 | Forbidden Wedding            |                 | 17 marzo 1960    |                 |
| 24 | One Man Tank                 |                 | 17 marzo 1960    |                 |
| 25 | The Man on the Road          |                 | 30 marzo 1960    |                 |
| 26 | The Man Everyone Hated       |                 | 1º aprile 1960   |                 |
| 27 | The General Who Disappeared  |                 | 8 aprile 1960    |                 |
| 28 | The Million Dollar Pants     |                 | 13 aprile 1960   |                 |
| 29 | Pirates of San Francisco     |                 | 14 aprile 1960   |                 |
| 30 | A Woman's Rights             |                 | 1º maggio 1960   |                 |
| 31 | Eagle in the Rocks           |                 | 10 maggio 1960   |                 |
| 32 | Cap'n Pegleg                 |                 | 12 maggio 1960   |                 |
| 33 | Emma Is Coming               |                 | 24 maggio 1960   |                 |
| 34 | Human Sacrifice              |                 | 2 giugno 1960    |                 |
| 35 | Pete Kitchen's Wedding Night |                 | 7 giugno 1960    |                 |
| 36 | Mission to the Mountains     |                 | 9 giugno 1960    |                 |
| 37 | The Great Lounsberry Scoop   |                 | 24 giugno 1960   |                 |
| 38 | Somewhere in the Vultures    |                 | 15 ottobre 1959  |                 |